# Budevska (cràter)
Budevska és un cràter d'impacte en el planeta Venus de 18 km de diàmetre. Porta el nom d'Adriana Budevska (1878-1955), actriu búlgara, i el seu nom va ser aprovat per la Unió Astronòmica Internacional el 1991.